# Registro Público de la Propiedad y el Comercio (México)

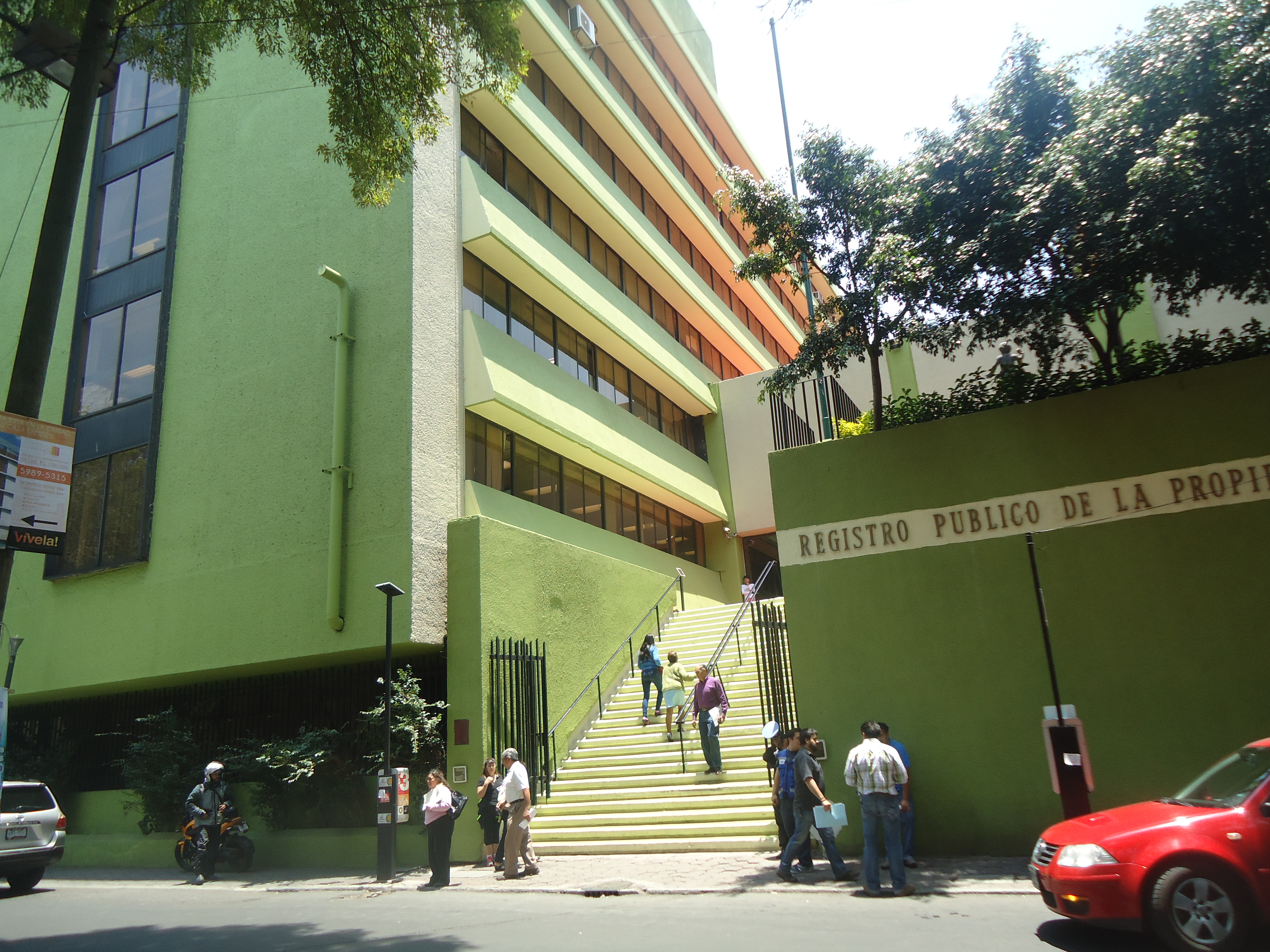
Inmueble del Registro Público de la Propiedad y el Comercio en la Alcaldía Cuauhtémoc.

El Registro Público de la Propiedad y el Comercio es una institución mexicana, fundada en el año de 1869. 
Tiene como función controlar la propiedad inmueble de los particulares y del gobierno federal, así como aquellos actos legales que los involucran. Cada entidad federativa de México, cuenta con su propio registro facultado para cumplir con esta obligación.

## Definición de registro público
Es una entidad que goza de la confianza pública y garantiza la legalidad de los actos jurídicos realizados por los otorgantes, sucesores o terceros. Esto se logra a través de su divulgación y, en ocasiones, de la gestión de estos actos legales o de eventos relevantes desde el punto de vista jurídico. Esta función puede ser llevada a cabo tanto por individuos como por entidades corporativas.

## Historia
Los bienes raíces tienen valor monetario propio, de ahí que todo lo concerniente a su publicidad pueda ser rastreado hasta la Biblia misma. En el Antiguo Egipto era el Archivo de Adquisiciones (Enkteseon Bibliozeke), quien intervenía en la contratación inmobiliaria y la transmisión de los derechos que traen aparejados por si mismos.
En el Derecho español, las Cortes de Madrid (1528) solicitaron al emperador Carlos I (V de Alemania) que aquellos escribanos que hubieran dado su fe en las compraventas de inmuebles, así como de los censos (fundamento de hecho para fijar las tarifas impositivas conocidas como Tipo impositivo o Tipo De Gravamen), pasaran dicha información al escribano del Consejo. 11 años después fueron las Cortes de Toledo quienes propusieron la creación del Registro de Censos, Tributos e Imposiciones a cargo de un fiscal que contaría con un libro especial de asientos; sin embargo, los tribunales siguieron dándole valor probatorio a los títulos sin inscripción, y desafortunadamente esta pragmática quedó sin efectos en la práctica.
En 1768 se dictó la Instrucción de los Señores Fiscales de Hacienda, creándose así el Oficio de Hipotecas, y se estableció el procedimiento de inscripción ante él; cabe destacar que el Encargado era el Escribano del Ayuntamiento Cabeza de Partido y contaba con un Libro de Asientos, y se retomó la pragmática de 1528.

## México independiente
En las últimas décadas del Virreinato de la Nueva España, La Real Audiencia de la Ciudad de México aprobó mediante el Acta del 27 Septiembre, 1784 la Instrucción de 1768, creándose las Oficinas del Oficio de Hipotecas en los Ayuntamientos de Veracruz, Oaxaca, Toluca, Querétaro, Celaya, Guanajuato, Morelia, Cuernavaca, Orizaba y Córdoba. Aunque en 1821 se consumó la independencia de México de España, el Principio VII de los Tratados de Córdoba reconocía aún vigentes las leyes españolas y, por lo tanto, lo referente al Oficio de Hipotecas seguiría como hasta en ese momento.
Cabe destacar que en la última administración presidencial de Antonio López de Santa Anna se promulgó la Ley del Oficio de Hipotecas del 20 de octubre de 1853 para regular el funcionamiento y las cualidades y responsabilidades del Escribano Encargado. Las principales características de la mencionada norma fueron las siguientes:
- Se le reconoció carácter público al control de los bienes inmuebles, así como a su publicidad.
- El Oficio cobraría derechos de inscripción de títulos y expedición de copias, así como por búsqueda de información concerniente.
- El Ayuntamiento de cada municipio cabecera tendría facultades de inspector de escribanos para dicho efecto.
- Previó un procedimiento de valuación pericial, el cual hoy se usa para dictaminar el valor de subasta en los Juicios Ordinarios y Ejecutivos Civiles.
- Todos aquellos inmuebles vacantes se subastarían públicamente (intento por acabar con la mano muerta, paradójico fue como lo era el "Caudillo del Álamo" que estuvo a punto de adelantarse a la desamortización de 1856-1860).

Por decreto del presidente Benito Juárez se confirmaron las disposiciones de la Ley en comento.

## Legislación nacional: la codificación
Una vez finalizadas la Guerra de Reforma y la Intervención Francesa, el surgimiento de la legislación nacional se prolongó (solo la Provincia de Antequera de Oaxaca había expedido su Código Civil en 1828, pero las demás, al igual que el Gobierno Nacional, poco habían hecho hasta antes del Plan de Ayutla). En los proyectos Zacatecano (1829), Jalisciense (1839) y los Federales "Sierra" (1851) y "Jaúregui" (1861), se observaba la intención de crear un Registro de Hipotecas muy distinto del Colonial Oficio.
En Veracruz, tanto en 1859 como en 1869, nacieron los Registros Civil y Público de la Propiedad, producto de la promulgación de las Leyes de Reforma y del Código Civil "Corona", este último datado el 17 de diciembre de 1868, siendo Francisco Hernández y Hernández, gobernador de la provincia.

## El Registro Público de la Propiedad como una realidad
En el transcurso de 140 años, el Registro Público de la Propiedad se ha adaptado a las necesidades de cada una de las 31 entidades federativas, pero los registros de todas y cada una de ellas coinciden en su estructura, en su organización y en las secciones que los conforman. Las gubernaturas y el jefe de gobierno del Distrito Federal tienen a su cargo dar publicidad y garantizar la seguridad jurídica de los titulares de los bienes inmuebles frente a terceros, aferrándose a los principios de la fe pública, legitimación, inscripción, prelación, calificación, rogación, especialidad, legalidad y tracto sucesivo, de ahí que encomiende a sus secretarías generales de gobierno y estas a su vez por conducto de las direcciones generales del Registro Público de la Propiedad y de Inspección y Archivo General de Notarías. 
Las 31 entidades federativas se dividen en Zonas Registrales, y la capital de la República, con mayor densidad poblacional e importancia económica, alberga a la Oficina Registradora bajo la dirección de un funcionario denominado encargado. Este funcionario cuenta con mando administrativo y presupuestal, mientras que el Oficial Mayor de la mencionada Oficina es el funcionario subalterno dedicado a inscribir las solicitudes y elaborar las notas marginales de todo lo que corresponda a los inmuebles, estén estos en propiedad, posesión o arriendos. 
Cada una de las 32 entidades federativas expide sus propias leyes del Registro Público de la Propiedad con su reglamento con fundamento en sus propios códigos civiles, y el procedimiento de inscripción puede resumirse como sigue:
- Las inscripciones tienen efectos declarativos.
- Todo trámite se hará ante el sistema informático autorizado por la Dirección General que capturará, almacenará, custodiará y otorgará seguridad para que en lo posterior se consulte, reproduzca, verifique y transmita dicha información, cuya firma electrónica ampara el conocimiento de esto al Oficial Mayor.
- Una vez cargada la solicitud al sistema, se anotará físicamente en el Libro de Gobierno, ya que aquí se contiene la relación de los documentos que la acompaña. Este libro llevará la autorización de la Dirección General.
- Los legajos que conforman al volumen llevarán una tarjeta Índice de Control en la que constarán todos los movimientos de la propiedad inmueble.

Tanto la expedición de los certificados (los cuales ya pueden ser electrónicos, también) como el préstamo de los volúmenes los proporciona la Oficina Registradora a petición de parte interesada.
El Registro Público de la Propiedad está conformado por las siguientes secciones:
- Adquisiciones, hipotecas, gravámenes, arriendos y comodato.
- Sociedades y asociaciones civiles
- Testamentos autógrafos
- Auxiliar: aquí se verifican todos aquellos actos imprevistos que pudiesen presentarse en la propiedad inmueble.

Todo registro se hace mediante solicitud escrita o por comparecencia del usuario, y se acompañará de las copias del título que ampara al inmueble en cuestión y las copias del plano o croquis de su construcción con las colindancias vecinas. Tras su análisis, el encargado calificará la solicitud, y en un lapso menor a 10 días hábiles emitirá la boleta correspondiente; toda inscripción formará un legajo que se cargará al sistema mediante folio electrónico y, al igual que en el Oficio de Hipotecas, el Registro Público de la Propiedad cobra derechos por la expedición de certificados, copias de los legajos que conforman al volumen y la búsqueda de información.
Desde 1870, con la promulgación y vigencia del Código Civil Federal para el Distrito y Territorios administrados por el Gobierno Nacional hasta el Código "Elías Calles" de 1928, surgió la cuestión del Patrimonio Inmueble Federal que se separó del Registro Público de la Propiedad Distrital, pues los inmuebles con los que el Gobierno Nacional cuenta son inalienables, inembargables e imprescriptibles, pero aun así todos aquellos bienes raíces que ha incautado, adquiridos con ánimo de dominio, arriendo o uso en función del Derecho Privado, producirán efectos mediante inscripción ante el Registro Público del Patrimonio Inmueble Federal. Cabe destacar que los actos jurídicos que les dan origen se otorgan ante Notario Público con fe especial otorgado por la Federación para tales efectos y cuenta con Libro Protocolo Especial; el funcionamiento de la Oficina Registradora del RPPIF es muy parecido al del Registro Público de la Propiedad, y además las inscripciones crean sendos oficios que se giran a la Contraloría de la Federación (SFP) y a la Fiscalización Superior de la Federación para efectos de la Ley de Responsabilidad Federal de Servidores Públicos, cuya publicación se hace en el Diario Oficial de la Federación. Es importante destacar que se puede acceder a dicha información en específico a través de solicitud ante el Instituto de Acceso a la Información Pública Federal (IFAI).

## Objetivo, necesidad y utilidad de la Institución
El principal objetivo de un Registro Público de la Propiedad es ofrecer la publicidad de los actos jurídicos para brindar seguridad jurídica a terceras personas.
El Registro nació de la necesidad de llevar una cuenta a cada titular. Es decir que, en un principio, tuvo una necesidad meramente administrativa sin propósito de publicidad pues no se había descubierto siquiera la conveniencia de esta. 
La necesidad de la publicidad quedó manifiesta cuando la clandestinidad de las cargas y de los gravámenes que recaían sobre los inmuebles fue tal que se hacía imposible conocer la verdadera situación de estos. Entonces, aquel registro que nació por una razón administrativa con miras a llevar una cuenta a cada titular, se convirtió en un registro enfocado en la publicidad. Así, puede decirse que el registro nació como un medio de seguridad del tráfico- jurídico.
El Registro Público es de gran utilidad a la sociedad toda vez que proporciona certeza y brinda seguridad jurídica a las personas interesadas en celebrar un acto jurídico de no existir el registro la sociedad viviría en un estado de incertidumbre.

## La función registral
La función registral consiste en dar publicidad a los actos jurídicos que se inscriben en el registro, como contra presentación al pago de derechos que hagan los usuarios del servicio para conocer la situación jurídica de algún mueble inmueble o persona moral.
Para que pueda llevar a cabo tal función, el registro público de la propiedad necesita de una organización administrativa dependiente de la administración pública local.
Cabe señalar que, en la Ciudad de México, el Registro Público de la Propiedad no es un ente autónomo; depende directamente de la Consejería Jurídica y de Servicios Legales del Gobierno de la Ciudad de México, recibe un presupuesto anual que le designa la dependencia citada con la aprobación de la Asamblea Legislativa de la Ciudad de México, y los ingresos que recauda el Registro Público no son para su beneficio, sino para la hacienda local.

## Los principios registrales
Los principios registrales son las orientaciones básicas del sistema registral y son resultado de la síntesis del ordenamiento jurídico. Estos principios son aplicables, salvo escasas excepciones, a todo tipo de registros.

### Consentimiento
Este principio consiste en que el Registro siempre presupone un titular registral y, por tanto, para cualquier modificación o cancelación de los asientos, se requiere el consentimiento de dicho titular registral o sus causahabientes, con excepción del caso del mandamiento judicial que suple dicho consentimiento (por ejemplo, la escritura que es firmada por un juez en rebeldía del demandado y es inscrita posteriormente).
El artículo 3030 del Código Civil para la Ciudad de México dice acerca de este principio:
Las inscripciones y anotaciones pueden cancelarse por orden judicial o por consentimiento de las personas a cuyo favor estén hechas, sin necesidad de expresión de causa. Podrán, no obstante ser canceladas a petición de parte, cuando el derecho inscrito o anotado quede extinguido por disposición de ley o por causas que resulten del título en cuya virtud se practicó la inscripción o anotación, debido a hecho que no requiera la intervención de la voluntad.

### Tracto sucesivo
Este principio obedece al concepto filosófico de causalidad (solo puede inscribirse la transmisión de lo que existe registrado previamente), esto es, la serie de actos sobre un mismo bien lleva al último. Por tanto, no puede inscribirse un acto si no está inscrito antes el acto que le da origen, es decir, debe coincidir el titular registral con el vendedor.
El artículo 3019 del Código Civil para la Ciudad de México establece:
Para inscribir o anotar cualquier título, deberá constar previamente inscrito o anotado el derecho de la persona que otorgó aquel o de la que vaya a resultar afectada por la inscripción, a no ser que se trate de una inscripción de inmatriculación judicial.
El artículo 3020 del Código Civil determina:
Inscrito o anotado un título, no podrá inscribirse o anotarse otro de igual o anterior fecha que, refiriéndose al mismo inmueble o derecho real, se le oponga por ser incompatible. La incompatibilidad solo tendrá lugar cuando los derechos de que se trate no puedan coexistir.
Si solo se hubiese practicado el asiento de presentación de aviso preventivo, tampoco podrá inscribirse otro título de la clase antes expresada, mientras el asiento esté vigente.
Una excepción a lo anterior estaría en materia hipotecaria, la cual se puede ejecutar aunque la hipoteca no esté registrada.

### Rogación
Este principio se encuentra vinculado con el consentimiento. Consiste en que se le solicita al Registro su actuación, debido a que el registro público no puede actuar de oficio.
Por su parte, el artículo 3018 del Código Civil establece:
La inscripción o anotación de los títulos en el registro público puede pedirse por quien tenga interés legítimo en el derecho que se va a inscribir o anotar, por notario, por mandato judicial o administrativo.

### Prioridad
También llamado de prelación. Es uno de los principios registrales más importantes, alrededor de él gira la utilidad del registro. Este principio consiste en que “el primero en inscripción es primero en derecho”.
No el primero en tiempo en realizar el acto sino el primero en su registro. Esto es la base de la seguridad jurídica.
El artículo 3013 del Código Civil señala:
La preferencia entre derechos reales sobre una misma finca u otros derechos, se determinará por la prioridad de su inscripción en el registro público, cualquiera que sea la fecha de su constitución, observándose en todo caso lo dispuesto en los artículos 3015 y 3016 de este ordenamiento. 
El derecho real adquirido con anterioridad a la fecha de una anotación preventiva será preferente, aun cuando su inscripción sea posterior, siempre que se den los avisos que previene el artículo 3016 de este código. 
Si una anotación preventiva se hiciere con posterioridad a la presentación del aviso preventivo, el derecho real motivo de éste será preferente, aun cuando tal aviso se hubiese dado extemporáneamente.

### Legalidad
Este principio, también llamado de calificación, confirma la vinculación estrecha entre el derecho notarial y el registral.
Consiste en que el registrador haga un estudio de fondo y forma del documento a inscribir, es decir, el documento en que se consigna el acto debe satisfacer los requisitos de forma y fondo que exige la ley (calificación registral).
El artículo 3021 del Código Civil señala:
Los registradores previa la calificación intrínseca a que refiere el artículo siguiente deberán inscribir o anotar, según corresponda, los documentos que se presenten al registro para inscripción o anotación, dentro de un plazo máximo de veinte días hábiles siguientes al de su presentación, salvo las excepciones expresamente establecidas en el presente código o en la ley registral.

### Legitimación
La legitimación es uno de los principios más importantes de la actividad registral, pues es el que otorga certeza y seguridad jurídica sobre la titularidad de los bienes y su transmisión.
El artículo 3010 del Código Civil establece:
El derecho registrado se presume que existe y que pertenece a su titular en la forma expresada en el asiento respectivo. Se presume también que el titular de una inscripción de dominio o de posesión, tiene la posesión del inmueble inscrito. 
No podrá ejercitarse acción contradictoria del dominio del inmueble o derechos reales sobre el mismo o de otros derechos inscritos o anotados a favor de persona o entidad determinada, sin que previa o concomitantemente, se entable demanda de nulidad o cancelación de la inscripción en que conste dicho dominio o derecho. 

### Publicidad
Es la razón de ser del Registro, ya que se creó para dar seguridad jurídica frente a terceros, y publicidad a la propiedad y posesión de todos los bienes inmuebles y de algunos muebles y a los gravámenes y otras limitaciones que los restrinjan. Consiste en permitir al público la consulta de las inscripciones.
El artículo 3001 del Código Civil establece:
El registro será público. Los encargados del mismo tienen la obligación de permitir a las personas que lo soliciten, acrediten o no interés, que se enteren de los asientos e información que obren en el acervo registral. También tienen la obligación de expedir copias certificadas de las inscripciones o constancias que figuren en los folios del registro público, certificaciones de existir o no asientos relativos a los bienes, o a personas morales, que se señalen, y de expedir los certificados a que se refiere el artículo 3016 del presente ordenamiento. 

### Inscripción
Todo asiento registral debe ser materializado para que de manera objetiva se pueda conocer el acto que se celebró. Se puede dividir la inscripción en material, en relación con el acto; y formal, en relación con los documentos.
Esta división obedece a una discusión: ¿Qué se inscribe, el acto celebrado o el documento que le contiene? Consideramos que el registro, atendiendo a sus causas finales, debe inscribir ambos; es decir tanto un documento que cubre los requisitos de forma y validez, de forma necesariamente instrumental, como un acto o hecho relevante para las partes, que está contenido en ese instrumento pero con vida propia, independiente a aquel que es la materialización del negocio jurídico.
Toda inscripción debe constar en los folios, sean documentales o electrónicos (art. 21, Código de Comercio) o en los libros de los registros.

### Especialidad
Este principio consiste en la especificación pormenorizada de las características del objeto a inscribir: naturaleza del acto que dio origen al derecho real, nombres y generales de las personas que intervinieron en el acto, fecha del título, registrador que lo autorizó y hora de presentación del documento.
Este principio denominado también de especificación o de determinación, obliga a concentrar el bien, los sujetos y el derecho inscritos. se encuentra regulado en el artículo 3061 del código civil que dice:
Los asientos de inscripción deberán expresar además de lo señalado en el artículo que precede, lo siguiente: 
I. Derogada. 
II. La naturaleza, extensión y condiciones del derecho de que se trate; 
III.- El valor de los bienes o derechos a que se refiere la fracción anterior, cuando conforme a este código y la ley registral deban expresarse en el título; 
IV.- Tratándose de hipotecas, la obligación garantizada; la época en que podrá exigirse su cumplimiento; el importe de ella o la cantidad máxima asegurada cuando se trate de obligaciones de monto indeterminado; y los intereses determinados o determinables conforme a lo pactado en el instrumento, si se causaren, y la fecha desde que deban correr; 
V.- Los nombres de las personas físicas o en su caso la denominación o razón social de las personas morales a cuyo favor se haga la inscripción y de aquellas de quienes procedan inmediatamente los bienes. cuando el título exprese las generales, el registro federal de contribuyentes o la clave única de registro de población de los interesados, se hará mención de dichos datos en la inscripción; 
VI.- La naturaleza del hecho o negocio jurídico; y 
VII.- la fecha del título, número si lo tuviere y el notario o funcionario que lo haya autorizado. 
Si el título presentado contiene lo señalado anteriormente, el registrador no podrá solicitar información o documento adicional.

### Fe pública registral
Principio regido por el imperativo de la fe pública, por lo que se le llama fe pública registral. La fe pública es un imperativo jurídico o coacción que obliga a tener como verdaderos determinados hechos o acontecimientos, sin que podamos decidir en principio sobre su objetiva verdad.
Es decir la fe pública registral da una presunción de existencia y validez a los actos expedidos por el titular de la fe pública registral.

### Tercero registral
Este principio es consecuencia natural del principio de la fe registral y un poco de todos en conjunto.
Consiste en que un acto no parará perjuicio a aquellos terceros que habiendo adquirido la propiedad o derecho real sobre el mismo bien, hayan inscrito el acto correspondiente.
El artículo 3007 del Código Civil dispone: "Los documentos que conforme a las leyes sean registrables y no se registren, solo producirán efectos entre las partes y no en perjuicio de tercero."
El artículo 3009 del Código Civil señala: "Los actos o contratos que se otorguen o celebren por personas que en el registro aparezcan con derecho para ello, no se invalidarán en perjuicio de tercero de buena fe una vez inscritos, aunque después se anule o resuelva el derecho de su otorgante o de titulares anteriores en virtud de título no inscrito aún siendo válido o por causas que no resulten claramente del mismo registro. Lo dispuesto en este artículo no se aplicara al último adquirente cuya adquisición se haya efectuado en violación a disposiciones prohibitivas o de orden público. en cuanto a adquirentes a título gratuito, gozarán de la misma protección registral que la que tuviere su causante o transferente."
Se llama tercero registral a la persona que inscribe un derecho real adquirido de buena fe y a título oneroso, si ese derecho se adquirió de quien aparecía como su titular en el registro público de la propiedad. Una vez inscrito su derecho es oponible y preferente a cualquier otro supuesto titular con derecho anterior, pero no inscrito.
Por lo que refiere al tercero registral, sus características son:
- Que haya inscrito un derecho.

- Que este derecho lo haya adquirido de quien aparece como titular legítimo de acuerdo con los datos que ofrece la publicidad del registro público.
- Que sea de buena fe, esto es, que no haya conocido los vicios en las anotaciones y asientos del registro si las hay.
- Que haya adquirido su derecho a título oneroso. En caso de conflicto de derechos entre un adquirente a título oneroso y uno a título gratuito, se le da preferencia al primero.[cita requerida]

## Documentos inscribibles
Respecto a los documentos inscribibles, el artículo 3005 del Código Civil dispone:
Sólo se registrarán: 
I. Los testimonios de escrituras o actas notariales u otros documentos auténticos; 
{Por documento auténtico debe entenderse el que emana de una autorización o fedatario}
II. Las resoluciones y providencias judiciales que consten de manera auténtica; 
III. Los documentos privados que en esta forma fueren válidos con arreglo a la ley, siempre que al calce de los mismos haya la constancia de que el Notario, el Registrador, el Corredor Público o el Juez competente, se dieron cuenta de la autenticidad de las firmas y de la voluntad de las partes. Dicha constancia deberá estar firmada por los mencionados fedatarios y llevar impreso el sello respectivo.
En el Registro Público de la Propiedad inmueble se inscribirán: 
I. Los títulos por los cuales se cree, declare, reconozca, adquiera, transmita, modifique, limite, grave o extinga el dominio, posesión originaria y los demás derechos reales sobre inmuebles; 
II. La constitución del patrimonio familiar; 
III. Los contratos de arrendamiento de bienes inmuebles, por un periodo mayor de seis años y aquellos en que haya anticipos de rentas por más de tres años; y 
IV. Los demás títulos que la ley ordene expresamente que sean registrados. 
Por su parte, el artículo 25 de el Código de Comercio dispone:
Los actos que conforme a este Código u otras leyes deban inscribirse en el Registro Público de Comercio deberán constar en:    
I.- Instrumentos públicos otorgados ante notario o corredor público;    
II.- Resoluciones y providencias judiciales o administrativas certificadas;    
III.- Documentos privados ratificados ante notario o corredor público, o autoridad judicial competente, según corresponda, o    
IV.- Los demás documentos que de conformidad con otras leyes así lo prevean.